# Фарентино, Дебра
Дебра Фарентино (англ. Debrah Farentino; род. 30 сентября 1959) — американская актриса и фотомодель.

## Биография
Дебра Фарентино родилась в Лукас-Вэлли, Калифорния, и закончила Калифорнийский университет в Лос-Анджелесе. Она работала моделью в агентстве Ford Models, а в 1992 году получила роль в дневной мыльной опере «Капитолий». В начале 1987 года она ушла из мыла, чтобы строить карьеру в прайм-тайм, и вскоре получила главную женскую роль в сериале «Хуперман», где её партнёром выступил Джон Риттер.
Фарентино известна благодаря главным ролям в ряде недолго просуществовавших, но в большинстве своем получавших похвалу от критиков, телесериалах девяностых. Среди них были «Закон для всех» (1990—1991), «Земля 2» (1994—1995), EZ Streets (1996—1997), «Абсолютная безопасность» (1997) и «Будь собой» (1999—2000). Также она появилась в первом сезоне сериала «Полиция Нью-Йорка» в 1994 году, а на большом экране снялась в комедии «Сын Розовой пантеры» (1993).
В 2000-х годах Фарентино в основном была известна благодаря своей роли Беверли Барлоу в сериале «Эврика». Она была регулярным членом актёрского состава в первых двух сезонах, и периодически возвращалась в шоу в четвёртом и пятом. В дополнение к этому она имела второстепенные роли в сериалах «Дикий огонь» и «Элай Стоун».
Фарентино была замужем четырежды. Её мужьями были Скотт Стейплс (1979—1983), Джеймс Фарентино (1985—1988), Тони Адамс (1992—1994) и Грегори Хоблит (1994—наст. время). Она имеет двух дочерей от браков с Адамсом и Хоблитом.

## Фильмография
| Год       |    | Русское название                         | Оригинальное название                | Роль                       |
| --------- | -- | ---------------------------------------- | ------------------------------------ | -------------------------- |
| 1982—1987 | с  | Капитолий                                | Capitol                              | Слоан Деннинг Клегг Мамуд  |
| 1984      | с  | Ти Джей Хукер                            | T. J. Hooker                         | Николь Гарднер             |
| 1985      | с  | —                                        | The Great American Strip-off         | судья                      |
| 1987      | с  | Летняя сцена CBS                         | CBS Summer Playhouse                 | доктор Келли Лэнгтон       |
| 1987      | ф  | Ужас подземелья                          | Cellar Dweller                       | Уитни Тейлор               |
| 1987—1988 | с  | Хуперман                                 | Hooperman                            | Сьюзан Смит                |
| 1988      | тф | —                                        | She Was Marked for Murder            | Клэр Портер                |
| 1989      | с  | Это шоу Гарри Шендлинга                  | It’s Garry Shandling’s Show          | Дебра                      |
| 1989      | ф  | Месть Аль Капоне                         | The Revenge of Al Capone             | Дженни                     |
| 1989      | ф  | Смертные грехи                           | Mortal Sins                          | Лора Роллинс               |
| 1990—1991 | с  | Закон для всех                           | Equal Justice                        | Джули Джанович             |
| 1991      | тф | Местонахождение Дженни                   | The Whereabouts of Jenny             | Лиз                        |
| 1991      | ф  | Багси                                    | Bugsy                                | девушка в лифте            |
| 1992      | тф | —                                        | Back to the Streets of San Francisco | Сара Бернс                 |
| 1993      | ф  | Сын Розовой пантеры                      | Son of the Pink Panther              | принцесса Ясмин            |
| 1993      | тф | Бейкер-стрит: Возвращение Шерлока Холмса | Sherlock Holmes Returns              | Эми Уинслоу                |
| 1993      | ф  | Готова на всё                            | Malice                               | Таня                       |
| 1993      | тф | —                                        | McBride and Groom                    | н/д                        |
| 1994      | тф | Менендес: Убийство в Беверли-Хиллз       | Menendez: A Killing in Beverly Hills | Джудалон Смит              |
| 1994      | тф | Крестики и нолики                        | XXX’s & OOO’s                        | Пэм Рэндолл                |
| 1994      | тф | Мёртвый эфир                             | Dead Air                             | Карен / Лора               |
| 1994      | с  | Полиция Нью-Йорка                        | NYPD Blue                            | Робин Уиркус               |
| 1994—1995 | с  | Земля 2                                  | Earth 2                              | Девон Адер                 |
| 1996      | с  | За гранью возможного                     | The Outer Limits                     | доктор Рейчел Картер       |
| 1996      | тф | Материнский инстинкт                     | A Mother’s Instinct                  | Холли Митчелл              |
| 1996      | тф | Умник                                    | Wiseguy                              | Эмма Каллендар             |
| 1996      | мс | Дакмен                                   | Duckman: Private Dick/Family Man     | злая жена                  |
| 1996—1997 | с  | —                                        | EZ Streets                           | Тереза Коннорс             |
| 1997      | тф | —                                        | Sisters and Other Strangers          | Рене Коннелли              |
| 1997      | с  | Абсолютная безопасность                  | Total Security                       | Джоди Киплингер            |
| 1998      | тф | Секретная жизнь мужчин                   | The Secret Lives of Men              | Джейн                      |
| 1999      | с  | Буря столетия                            | Storm of the Century                 | Молли Андерсон             |
| 1999—2000 | с  | Будь собой                               | Get Real                             | Мэри Грин                  |
| 2001      | тф | Три слепых мышонка                       | Three Blind Mice                     | Джози Лидс                 |
| 2001—2002 | с  | Восточный парк                           | The District                         | Клэр Дебрено               |
| 2002      | с  | Boенно-юридическая служба                | JAG                                  | коммандер Аманда Уоллер    |
| 2003      | с  | C.S.I.: Место преступления Майами        | CSI: Miami                           | Джули Хармон               |
| 2004      | с  | Женская бригада                          | The Division                         | доктор Аннабель Карран Мид |
| 2005      | с  | Закон и порядок: Суд присяжных           | Law & Order: Trial by Jury           | Даниэль Блэр               |
| 2005—2006 | с  | Дикий огонь                              | Wildfire                             | Изабель Матиа-Пэрис        |
| 2006      | с  | Доктор Вегас                             | Dr. Vegas                            | н/д                        |
| 2006—2012 | с  | Эврика                                   | Eureka                               | Беверли Барлоу             |
| 2008—2009 | с  | Элай Стоун                               | Eli Stone                            | Эллен Уэтерсби             |
| 2010      | с  | Спасите Грейс                            | Saving Grace                         | н/д                        |
| 2011      | с  | Гавайи 5.0                               | Hawaii Five-0                        | Элизабет Роан              |
| 2011      | с  | Ищейка                                   | The Closer                           | Бет Майклс                 |
| 2014      | с  | Мыслить как преступник                   | Criminal Minds                       | Розмари Джексон            |
| 2017      | с  | —                                        | Trouble Creek                        | Марта Моррис               |